# Linux embarqué
Linux embarqué (en anglais Embedded Linux) désigne un système d'exploitation dérivé de Linux et adapté à un système embarqué. 
Il existe de nombreuses versions de Linux embarqués adaptés à différents types de matériels (téléphones portables, set-top boxes, boîtiers Internet (ADSL, Fibre ...), dispositifs lecteurs multimédia sur TV, etc).

## Caractéristiques
Contrairement aux versions de Linux destinées aux ordinateurs personnels et aux serveurs, les différents systèmes Linux embarqués sont conçus pour des systèmes aux ressources limitées.
Les systèmes embarqués sous Linux disposent généralement de peu de RAM et utilisent fréquemment de la mémoire flash plutôt qu'un disque dur. Comme ils sont souvent dédiés à un nombre de tâches réduites sur une cible matérielle bien définie, ils utilisent plutôt des versions du noyau Linux optimisées pour des contextes précis.
Les distributions Linux destinées à l'embarqué disposent souvent d'un noyau temps réel.